# Тумботинский заказник
Тумботинский заказник — государственный природный заказник регионального значения, ландшафтный памятник природы регионального значения, расположенный на территории Павловского района Нижегородской области. Природная ценность памятника заключается в живописности пейзажей и возможности регламентированной рекреационной нагрузки.

## История создания
Памятник природы «Тумботинский заказник» общей площадью 10618 га был выделен в соответствии с Решением исполнительного комитета Нижегородского областного совета народных депутатов от 26.05.1992 № 158-м «Об образовании Тумботинского государственного природного комплексного заказника».
На основании Постановления правительства Нижегородской области от 01.06.2015 № 343 было утверждено положение о государственном природном заказнике регионального значения «Тумботинский».

## Расположение, геология, флора и фауна
Государственный заказник, памятник природы расположен на территории Павловского района. Имеются особо защитные участки площадью около 4000 га. Охраняются сосновые леса, имеющие водоохранное и рекреационное значение.
Памятник природы организован с целью сохранения сосновых лесов, и мест обитания редких видов животных и растений, с целью восстановления и поддержания экологического равновесия.
Природный комплекс разместился на живописной территории Павловского заочья, в юго-западной части Нижегородской области. Южная и восточная границы заказника пересекают пойму на протяжении 41 километра и примыкают к реке Ока. По северо-восточной границе протекает речка Черная. Площадь озер — 273 гектара, длина ручьев составляет более 10 километров. Более 30 болот занимают площадь 375 гектаров и служат резервами воды. Лесной массив расположился в большой излучине Оки на слабо всхолмленной песчаной равнине. В рельефе прослеживаются древние дюны, местами имеются карстовые провалы.
Лесом занято 87 % всей площади. Сосновые насаждения занимают 68 %. В лесах произрастают 60 видов древесной растительности. Всего же во флоре заказника их около 600 видов, 32 вида растений являются редкими, реликтовыми или представляющими интерес. Территория заказника богата ягодниками клюквы, брусники, черники, голубики, ежевики, земляники, куманики, малины, костяники, смородины.
Фауна представлена более чем двадцатью видами зверей: лось, кабан, барсук, речной бобр, белка, куница, заяц-беляк, горностай, ондатра, выхухоль и другие. Из 715 видов птиц, встречающихся в стране, 230 можно найти в заказнике, среди них редкие и занесенные в Красную книгу, например серый журавль. Большим разнообразием отличается этнофауна, имеются редкие виды насекомых: бабочка-аполлон, «медведица Гера», а также шмель моховой, пчела плотник, жужелица блестящая и другие. Из земноводных и пресмыкающихся: ящерицы — обыкновенная, прыткая, живородящая; лягушка остромордая; на озерах — лягушка прудовая, обыкновенный уж; в борах встречается веретеница.

## Охрана
Задачей выделения памятника природы является сохранение сосновых лесов, имеющие водоохранное и рекреационное значение. Охрана редких представителей флоры и фауны.
Охрану памятника осуществляет министерство экологии и природных ресурсов Нижегородской области, а также государственное бюджетное учреждение Нижегородской области «Экология региона».

## Документы
- Постановления правительства Нижегородской области от 01.06.2015 № 343 «Об утверждении Положения о государственном природном заказнике регионального значения "Тумботинский"».